# Chalamera

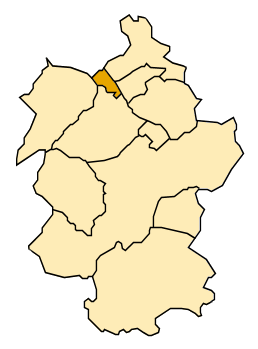
Mapa gminy na mapie comarki Zinca Baxa

Chalamera (kat. Xalamera) – gmina w Hiszpanii, w Aragonii, w prowincji Huesca, w comarce Bajo Cinca.
Powierzchnia gminy wynosi 11,5 km². Zgodnie z danymi INE, w 2004 roku liczba ludności wynosiła 153, a gęstość zaludnienia 13,3 osoby/km². Wysokość bezwzględna gminy równa jest 195 metrów. Współrzędne geograficzne gminy to 41°39'54"N, 0°9'43"E. Kod pocztowy do gminy to 22233.

## Demografia
| 1991 | 1996 | 2001 | 2004 |
| ---- | ---- | ---- | ---- |
| 166  | 179  | 156  | 153  |